# San Sebastián Gipuzkoa BC
San Sebastián Gipuzkoa Basket Club, meist nur Gipuzkoa Basket, ist ein spanischer Basketballverein aus Donostia-San Sebastián. Die erste Mannschaft spielt in der Liga ACB. Die Heimspiele werden in der 11000 Zuschauer fassenden San Sebastián Arena 2016 bestritten.

## Geschichte
Gipuzkoa Basket wurde im Mai 2001 ins Leben gerufen und bestritt die Saison 2001/02 in der LEB-2, der dritten Spielklasse, wo das Team den ebenfalls aus San Sebastián stammenden Verein CB Askatuak ersetzte. Nach der Spielzeit zog sich der Klub zurück. Erst zwei Jahre später, in der Saison 2004/05, stellte Gipuzkoa Basket wieder eine Mannschaft in der dritten Division und scheiterte erst in den Play-offs am Aufstieg in die LEB. Die Vereinsführung entschloss sich daraufhin dazu, die Lizenz von CB Ciudad de Algeciras zu erwerben um 2005/06 doch noch in der zweiten Spielklasse antreten zu dürfen. Hier entwickelte sich die Mannschaft zur Entdeckung der Saison, erreichte das Play-off und setzte sich in diesem gegen CB Inca, Baloncesto León und CB Murcia durch um den Titel der zweiten Spielklasse zu gewinnen und damit in die Liga ACB aufzusteigen.
Im ersten Jahr in der höchsten Division konnten die Basken nur acht Spiele für sich entscheiden und stiegen erneut in die LEB ab. In der Saison 2007/08 übernahm Pablo Laso das Traineramt und führte die Mannschaft auf Anhieb zurück in die Liga ACB. Das bislang beste Resultat gelang Gipuzkoa Basket in der Spielzeit 2011/12, als die Mannschaft den Grunddurchgang auf dem fünften Platz beendete und im Play-off um die Meisterschaft im Viertelfinale mit 1:2 an Valencia Basket Club scheiterte. Ebenfalls in der Runde der letzten Acht unterlag der Klub in diesem Jahr auch in der Copa del Rey. Darüber hinaus wurde Forward Andy Panko in jener Saison zum MVP der Liga und Guard Sergi Vidal ins All-Tournament Team gewählt.

## Namen
Im Laufe der Geschichte trug der Klub aufgrund wechselnder Sponsoren unterschiedliche Namen.
- Datac GBC (2001–2002)
- Bruesa GBC (2004–2009)
- Lagun Aro GBC (2009–2013)

## Bekannte Spieler
| - Andrew Betts - Vítor Faverani - Ekene Ibekwe - Michał Ignerski - Denis Marconato - Albert Miralles | - Raul Neto - Andy Panko - Lou Roe - Devin Smith (Basketballspieler) - Sergi Vidal - Nikoloz Tskitishvili |